# Герб Мирнинского района
Герб муниципального образования «Ми́рнинский райо́н» Республики Саха (Якутия) Российской Федерации.
Герб утверждён решением Мирнинского районного Совета II-№ 4-20 от 24 декабря 2008 года.
Герб внесён в Государственный геральдический регистр Российской Федерации под регистрационным номером № 4606.

## Описание герба
«Поле герба двухцветное лазоревое и голубое. Над зелёным четырёхступенчатым углублением на лазоревом фоне — стилизованный объёмный серебряный (белый) алмаз, вокруг которого расположены девять восьмиконечных звёзд золотого (жёлтого) цвета. На зелёном фоне две волнистые линии».

## Описание символики герба
В основе начертания изображения и цветового решения герба МО «Мирнинский район» заложена правопреемственность герба города Мирного — центра алмазодобывающей промышленности, положившего основу создания Мирнинского района Республики Саха (Якутия), утверждённого Геральдическим Советом при Президенте Российской Федерации.
Герб по своему содержанию един и гармоничен: все элементы герба символизируют жителей Мирнинского района, как тружеников, привносящих огромный вклад в экономическое, культурное и духовное развитие своего родного города, района, Республики Саха (Якутия), России.
Географическое расположение Мирнинского района в западной части Республики Саха (Якутия), в пределах Вилюйского и Приленского плато, пересечён долинами р. Вилюй с притоками в центральной части, и Моркокки и Мархи — на Севере, гербе показано лазоревым и зеленным цветом. Вместе с тем лазоревый и зелёный цвет символизируют природные богатства Мирнинской земли. Лазоревый цвет созвучен с цветом флага республики, что показывает принадлежность Мирнинского района к Республике Саха (Якутия).
На лазоревом фоне стилизованный алмаз, по кругу расположены девять восьмиконечных звезд золотого (жёлтого) цвета, символизирующие согретые теплом своих сердец и рук суровые северные земли, жителей, превративших МИРНИНСКИЙ РАЙОН в один из наиболее промышленно-развитых районов Республики Саха (Якутия), центр алмазодобывающей промышленности Российской федерации. Это и показано в композиции герба.
Круг — символ единства, бесконечности и постоянства. 
Звезды обозначают девять населённых пунктов составляющих Мирнинский район. А в геральдике звезды — символ вечности и надёжности, а также они символизируют богатство, верность, чистоту, мудрость, благородство, мир и взаимное сотрудничество.
Зелёный цвет в геральдике обозначает достаток, стабильность, процветание, надежду, изобилие, свободу, а также природные богатства нашего района. Карьер является единым элементом, объединяющим Гербы Мирнинского района по замыслу автора.
Лазурь — символ чести, славы, преданности, красоты, добродетели, чистого неба, а также говорит о бескрайних северных просторах.
Серебряный цвет (белый) — символ совершенства, мудрости, благородства, мира и взаимного сотрудничества.
Золотой цвет (жёлтый) — богатство, сила, верность и чистота помыслов.

## История герба
Первый вариант герба Мирнинского района был утверждён 28 февраля 2007 года Решением сессии Мирнинского районного Совета № 30-26.
26 апреля 2008 года было утверждено положение о гербе Мирнинского района.
Первый вариант герба отличался от ныне действующего наличием в композиции рисунка рыжей лисы. Образ «лисы» был навеян легендами о том, что ещё задолго до начала геологических изысканий первые охотники находили алмазы в норах лисиц.
Геральдическим Советом при Президенте Российской Федерации были внесены предложения по изменению герба.
Окончательная версия герба утверждена решением Мирнинского районного Совета 24 декабря 2008 года II-№ 4-20. Описание герба и его символики претерпели некоторые изменения.
Авторы герба: идея герба — Славко Валентина Антоновна (г. Мирный), компьютерный дизайн — Славко Алексей.